# الهيئة العامة للنقل النهري (مصر)
الهيئة العامة للنقل النهري (بالإنجليزية: RTA - River Transport Authority)، هي هيئة حكومية مصرية أنشئت بمسماها الحالي عام 1979، وهي المسئولة عن أنشطة وموانئ النقل في مجرى نهر النيل في مصر.

## التشريعات المنظمة
- القانون رقم 17 لسنة 1941 بشأن الملاحة الداخلية.
- القانون رقم 75 لسنة 1946 بتعديل القانون رقم 17 لسنة 1941.
- القانون رقم 10 لسنة 1956 بشأن الملاحة الداخلية، والذي ألغي بموجبه القانون رقم 17 لسنة 1941.[3]
- القانون رقم 130 لسنة 1957 بشأن المراسي وتنظيم الرسو في المياه الداخلية.[4]
- القانون رقم 231 لسنة 1958 بشأن إنشاء مؤسسة عامة لشئون النقل المائي الداخلي بالإقليم المصري تتبع وزارة المواصلات.[5]
- قرار رئيس الجمهورية 176 لسنة 1970 بشأن إنشاء المؤسسة المصرية العامة للنقل النهري.[6]
- قرار رئيس الجمهورية 359 لسنة 1976 بشأن إنشاء الهيئة العامة للطرق البرية والمائية: ألغيت بموجبه المؤسسة المصرية العامة للنقل النهري.[7]
- قرار رئيس الجمهورية رقم 474 لسنة 1979 بإنشاء الهيئة العامة للنقل النهري وتتبع وزارة النقل لتحل محل كل من الهيئة العامة للطرق البرية والمائية ومصلحة الملاحة النهرية.[8]
- قرار رئيس الجمهورية رقم 57 لسنة 2002 بتنظيم وزارة النقل.
- قرار رئيس الجمهورية رقم 117 لسنة 2008 بتعديل بعض أحكام قرار رئيس الجمهورية رقم 474 لسنة 1979.[9]
- قانون رقم 167 لسنة 2022 بإعادة تنظيم الهيئة العامة للنقل النهري، والذي ألغي بموجبه القانون رقم 231 لسنة 1958 والمواد أرقام 4، 8، 9، 10 من القانون رقم 10 لسنة 1956 والمادة رقم 2 من القانون رقم 130 لسنة 1957 كما ألغى قرار رئيس الجمهورية رقم 474 لسنة 1979.[10]

## رؤساء الهيئة
- دكتور / عبد العظيم علي.[11]
- لواء / ياسر جلال غنيم.[12]
- لواء / شعبان عبد السلام.[13]
- لواء / مفيد صلاح.[14]

## وصلات خارجية
- الموقع الرسمي للهيئة.